# Брефельдин A
Брефельдин А — антибиотик, производимый грибками Eupenicillium brefeldianum. Брефельдин широко применяется в исследованиях в молекулярной биологии в качестве вещества, блокирующего внутриклеточный транспорт из эндоплазматического ретикулума в аппарат Гольджи.

## Биологические эффекты
В клетках млекопитающих и дрожжей основным белком-мишенью брефелдина А является гуаниннуклеотид-обменивающий фактор GBF1. GBF1 опосредует образование транспортных внутриклеточных везикул за счёт рекрутирования белка окаймления COPI к карго-связывающим рецепторным белкам, расположенным на мембране аппарата Гольджи. При ингибировании GBF1 индуцируется обратный транспорт секреторных белков от аппарата Гольджи к эндоплазматическому ретикулуму, что приводит к коллапсу аппарата Гольджи и стрессу эндоплазматического ретикулума. Это, в свою очередь, может привести к апоптозу.